# Philipp Auerbach

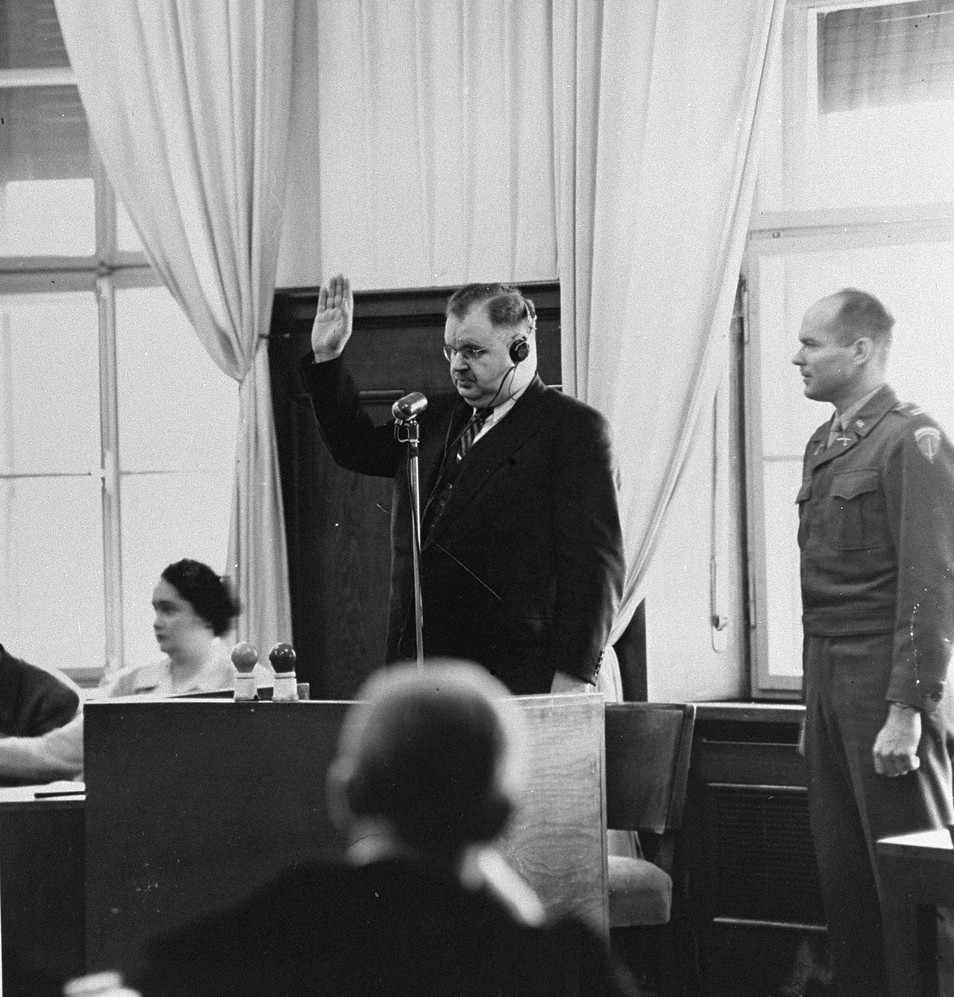
Philipp Auerbach am 27. Februar 1948 während seiner Zeugenaussage im Wilhelmstraßen-Prozess

Philipp Auerbach (geb. 8. Dezember 1906 in Hamburg; gest. 16. August 1952 in München) war ein Überlebender des Holocaust. Auerbach wurde von der amerikanischen Besatzungsbehörde 1946 in Bayern als Staatskommissar für rassisch, religiös und politisch Verfolgte berufen. Er war vor allem für die deutsche Wiedergutmachungspolitik zugunsten jüdischer Verfolgter des NS-Regimes zuständig. Daneben war er Mitglied des ersten Direktoriums des Zentralrats der Juden in Deutschland. Er führte sein Amt mit großem Engagement durch. Obwohl er korrekt handelte, geriet er in Konflikte mit der Bayerischen Staatsregierung. Justizminister Josef Müller konstruierte mit Hilfe der Staatsanwaltschaft wegen angeblicher vielfacher Verfehlungen Auerbachs einen Strafprozess gegen Auerbach, ließ ihn 1951 auf der Autobahn festnehmen und setzte ihn aus seinem Amt ab. In dem darauf einsetzenden Prozess mit deutlich antisemitischen Untertönen - es war der erste Prozess in Deutschland gegen einen prominenten Juden nach dem Holocaust und der Niederlage Deutschlands im Zweiten Weltkrieg 1945 - wurde Auerbach 1952 nach heutiger Sichtweise zwar von den wesentlichen Anklagepunkten freigesprochen, doch es kam durch die Richter zu einer besonders harten Verurteilung wegen Untreue und Betrugs zu zweieinhalb Jahren Gefängnis. In der Nacht nach der Verurteilung beging der im Wesentlichen unschuldige Auerbach Suizid; 1954 wurde er durch einen Untersuchungsausschuss des Bayerischen Landtags rehabilitiert.

## Leben

### Herkunft und Ausbildung
Philipp Auerbach wurde 1906 als eines von zehn Kindern jüdischer Eltern geboren. Sein Vater Aaron Auerbach führte ein Im- und Exportgeschäft für Chemikalien, Erze und seltene Metalle. Philipps Mutter Helene geb. Posen kam aus Frankfurt. Die Familie Auerbach gehörte zu den angesehensten jüdischen Familien Hamburgs.
Philipp besuchte in Hamburg die Talmud-Tora-Schule, absolvierte in der väterlichen Firma eine kaufmännische Lehre und besuchte die Drogisten-Fachschule, um Industriechemiker zu werden.

### Tätigkeiten bis 1933
1927 verlieh ihm sein Vater Gesamtprokura für das Unternehmen. 1929 schickte er ihn nach Spanien. Dort leitete Auerbach erfolgreich für zwei Jahre eine Mine aus dem väterlichen Unternehmen. In der Weltwirtschaftskrise machte Aaron Auerbach 1931 Konkurs. Auch Philipp Auerbach verlor sein Vermögen.
Auerbach war politisch sehr interessiert und engagierte sich stark für die Demokratie und gegen den aufkommenden Nationalsozialismus. Er war Mitglied der jüdischen Gemeinde, der DDP und als Anführer der zu einem großen Anteil aus Juden bestehenden Reichsbanner-Kameradschaft 8, einer Unterorganisation des Reichsbanner Schwarz-Rot-Gold. Auerbach konnte fesselnd reden und hielt auch in entfernten Ecken der Republik Reden für die Demokratie und gegen den Nationalsozialismus. Als derart exponierter Demokrat und Jude war Auerbach sofort nach der Machtergreifung nationalsozialistischer Repression ausgesetzt. So kam er vom 1. bis zum 11. Februar 1933 in Untersuchungshaft.

### Flucht nach Belgien
1934 floh Auerbach mit Frau und Tochter nach Belgien. Auch Auerbachs Geschwister flohen aus Deutschland. Die ersten Jahre musste Auerbach alle 6 Monate die Aufenthaltsgenehmigung für die junge Familie erneuern lassen. Auerbach bildete sich in Brüssel am Institut Meurisse weiter und machte einen Abschluss als Chemiker. Dann ließ er sich in Berchem nieder und baute eine chemische Fabrik und eine Import- und Exportfirma auf, die zeitweise zusammen bis zu 2.000 Mitarbeiter hatten. Mit der Lieferung von Benzin, Chemikalien und der Einschleusung von Interbrigadisten unterstützte Auerbach die Antifaschisten im Spanischen Bürgerkrieg, denen viele junge deutsche Juden angehörten.
Am 5. Juli 1938 ermordeten die Nazis Auerbachs Vater im KZ Fuhlsbüttel. Im September 1938 verlor Auerbach durch Ausbürgerung seine deutsche Staatsangehörigkeit. Da die Auerbachs keine Belgier waren, war die Familie damit staatenlos.

### Abschiebung nach Frankreich
Am 10. Mai 1940, dem Tag des Deutschen Überfalls auf Belgien, wurde Auerbach durch belgische Behörden verhaftet und als feindlicher Ausländer nach Frankreich in ein Lager abgeschoben. Er wurde in verschiedenen Lagern wie unter anderem Saint-Cyprien, Camp de Gurs und später Le Vernet interniert. Seine Frau und Tochter wurden von Auerbach getrennt und konnten 1941 in die USA entkommen. Im Lager St. Cyprien zeigte sich wieder Auerbachs Organisationstalent. Er stellte ein Arzneimittel gegen die dort grassierende Ruhr her und verschaffte sich den Auftrag zur Herstellung von Seife aus Küchenabfällen.

### Auslieferung an die Gestapo
1942 wurde Auerbach von den Behörden des Vichy-Frankreichs an die Gestapo ausgeliefert. Er wurde ins Polizeigefängnis Alexanderplatz verschleppt und nach eigenen Angaben zum Tode verurteilt. Die Strafe wurde nach seinen Angaben 1943 aufgehoben. Nach Ansicht verschiedener Historiker ist diese Angabe über eine Verurteilung zum Tode zweifelhaft. Zeitweise beschäftigte die Gestapo Auerbach als Dolmetscher. Sie versuchte vergeblich, ihn als Spitzel zu gewinnen. 1942/43 wurde während Auerbachs Haft seine Schwester Mathilde im Vernichtungslager Auschwitz ermordet.
Im Januar 1944 wurde Auerbach nach Auschwitz deportiert. Dort musste er Zwangsarbeit leisten und wurde bei einem Arbeitseinsatz in einem Steinbruch schwer verletzt. Danach wurde er zur Arbeit als Chemiker gezwungen. Dabei bekämpfte er in einer Abteilung für Schädlinge das Ungeziefer in SS-Baracken. Im Januar 1945 wurde Auerbach ins KZ Groß-Rosen und dann nach Buchenwald verschleppt. Am 11. April 1945 befreiten die Amerikaner das Lager und setzten Auerbach als eine Art Zivilverwalter ein. Nach Abzug der Amerikaner flüchtete Auerbach nach Düsseldorf.
Während seiner Zeit in KZs wurden unbewiesene Vorwürfe der Zusammenarbeit mit Kapos gegen ihn erhoben.

### Neubeginn in Düsseldorf
Nach einem vergeblichen Versuch, als Chemiker bei den Henkel-Werken zu arbeiten, versuchte Auerbach eine Stelle beim Regierungsbezirk Düsseldorf unter dem Regierungspräsidenten Eduard Sträter zu bekommen, um sich für die Rehabilitation politisch Verfolgter des Naziregimes einzusetzen. Als er damit nicht durchdrang, halfen ihm anfangs gute Kontakte zum Geheimdienst der britischen Militärregierung. Am 1. September 1945 erhielt er eine Stelle als Oberregierungsrat in der Abteilung „Fürsorge für politisch, religiös und rassisch Verfolgte.“ Der Regierungspräsident übertrug ihm die Aufgabe, die Vergangenheit von ehemaligen Nationalsozialisten aufzudecken und ein „politisches Referat“ aufzubauen. Auerbach trat der SPD bei. Ein wichtiges Ziel für ihn war die Dingfestmachung ehemaliger Nationalsozialisten. Die Arbeit von Auerbach wurde bekannt, als kaum drei Wochen nach seiner Ernennung der noch amtierende Oberbürgermeister von Düsseldorf, Wilhelm Füllenbach, wegen seiner vermuteten, aber später tatsächlich unbestätigten, NS-Verstrickung zurücktreten musste. In der Presse galten Auerbach und seine Mitarbeiter bald als die „politischen Kommissare“ des Regierungsbezirks Düsseldorf.
Auerbachs Tätigkeit führte zu Widerstand in Teilen der Bevölkerung. Richtigen Ärger bekam er, als er ohne das Wissen von Sträter eigenmächtig anfing, die Vergangenheit von Sträters Vorgesetzten, des Oberpräsidenten Robert Lehr, zu durchleuchten. Sträter warf Auerbach vor, ihn hintergangen zu haben. Auch die Briten, die Lehr ernannt hatten und ihm vertrauten, wollten so ein „Politisches Referat“ nicht haben und untersagten Auerbach solche Ermittlungen.
Sträter zog Auerbach aus seiner Abteilung ab und wies ihm das im Aufbau befindliche Flüchtlingsreferat zu. Auerbach betrieb dennoch seine Forschungen nach ehemaligen Nazis weiter. Daneben schwebte ihm vor, dass Entschädigungszahlungen an Opfer des Nationalsozialismus aus ehemaligem NS-Vermögen erbracht werden sollten. Er war nämlich der Meinung, dass es keine Kollektivschuld der Deutschen gegeben habe. Daher seien die Entschädigungen auch nicht vom deutschen Staat zu zahlen, sondern von den Tätern und aus ihrem Erbe oder dem zurückgegebenen Gut.
Am 22. Dezember 1945 suspendierten die Briten Auerbach in Abstimmung mit dem Regierungspräsidenten von seinem Amt und entließen ihn am 15. Januar 1946. Für die Entlassung gab die Militärregierung verschiedene Gründe an. Sie warf Auerbach einmal vor, einen falschen Doktortitel zu führen, zum anderen habe er unwahre Angaben über seine Vergangenheit gemacht und durch seine Art des Aufdeckens nationalsozialistischer Vergangenheit die Militärregierung in Verruf gebracht, zudem habe er seine Kompetenzen überschritten, er sei außerdem undiszipliniert und unaufrichtig. Die Militärregierung untersagte ihm jegliche Kritik an ihrer Politik. Den wichtigsten Grund bildete nach Ansicht des Biographen von Auerbach, Hannes Ludyga, der Versuch Auerbachs, Lehrs Vergangenheit zu erforschen. Auerbach hatte sich dazu im Stadtarchiv eigenmächtig Unterlagen beschafft.
Nach seiner Entlassung bemühte sich Auerbach verstärkt um die Gründung und Organisation israelitischer Kultusgemeinden in der britischen Zone. Er gründete im Dezember 1945 den ersten Landesverband jüdischer Gemeinden. Im März wurde er zum ersten Vorsitzenden des vereinigten nordrheinischen und westfälischen Landesverbandes gewählt.

### Staatskommissar in München
Am 10. Oktober 1946 wurde Auerbach mit Genehmigung der amerikanischen Besatzungsbehörden in München, wiederum mit wahrheitswidrigen Angaben in persönlichen Dingen, bei der Regierung des Emigranten Wilhelm Hoegner bayerischer Staatskommissar für rassisch, religiös und politisch Verfolgte. Die Historikerin Elke Fröhlich, die Auerbachs unwahre Angaben über seinen akademischen Grad kritisiert – Auerbach holte seine Promotion erst 1949 nach –, lobt ihn dennoch sehr. Sie konstatiert, Auerbach sei der rechte Mann am rechten Platz gewesen und er habe ungewöhnliche Fähigkeiten zur Lösung seiner Aufgabe gehabt. Auerbach war allgemein für die Wiedergutmachung für ehemalige Verfolgte des NS-Regimes zuständig. Sein Aufgabenspektrum war umfassend. Er kümmerte sich um juristischen Rat, Umzüge, Wiedereingliederung in die Wirtschaft, Entschädigungszahlungen und Rückerstattungen. Außerdem half er auch bei der Entnazifizierung, indem er zu Verhaftungen von ehemaligen Nationalsozialisten beitrug. Er half über 80.000 Displaced Persons (DPs) bei der Auswanderung und wirkte auch beim Einführen von Gesetzen wie dem Bundesentschädigungsgesetz mit.
Auerbach war äußerst ehrgeizig und wollte alle Verfolgten rehabilitieren. Wiedergutmachung forderte er etwa auch (damals umstritten) für Frauen, die wegen sexueller Beziehungen zu Kriegsgefangenen in Konzentrationslager gesperrt worden waren (er prägte für sie den Begriff der „erotisch Verfolgten“), sowie für Angehörige der Roma-Minderheit, die vor wie nach 1945 von vielen zu „Asozialen“ deklariert und mit dieser Begründung häufig von Entschädigungen ausgenommen wurden. Sein Nachfolger Karl Heßdörfer beschrieb ihn als „cholerisches Temperament, als ‚Mann mit Eigenschaften‘: machtgierig, narzisstisch, selbstherrlich, aber auch hilfsbereit, gutmütig und selbstlos. Bei seinen Mitarbeitern (auch den nichtjüdischen) war er sehr beliebt. Vorschriften jeder Art verachtete er, sein Verwaltungsstil hatte einen Zug ins Chaotische.“ Sein Freund aus Reichsbannerzeiten Erich Lüth nannte es eine „nahezu aggressive Hilfsbereitschaft, die sich an keine Hausordnungen hielt“.
In seiner Doppelrolle als Vertreter des Staates und  jüdischer Vertreter von Verfolgten kritisierte er öffentlich milde Entnazifizierungsurteile und antisemitische Äußerungen. Er überschritt oft seinen Kompetenz- und Zuständigkeitsbereich, polarisierte und machte sich zahlreiche Gegner. So war er engagiertes Gründungsmitglied der Vereinigung der Verfolgten des Naziregimes (VVN), wegen seiner Unterstützung der VVN war er sogar zeitweise aus der SPD ausgeschlossen worden; er trat jedoch am 12. Mai 1949 aus, weil die VVN zu diesem Zeitpunkt nach seiner Ansicht kommunistisch unterwandert war. Daraufhin intrigierte die VVN gegen ihn. Im Juni 1949 lancierte sie erste Vorwürfe wegen angeblicher Unregelmäßigkeiten im Landesentschädigungsamt. Jüdische Verbände positionierten sich gegen Auerbach, da er eine pauschale Wiedergutmachung zu verhindern suchte. Auch in großen Teilen der Bevölkerung und bei den Medien wurde Auerbach zum Feindbild. Seine Hauptgegner waren der Justizminister Josef Müller und die amerikanische Militärbehörde. Müller versuchte in einer lang angelegten Kampagne Auerbach aus seinem Amt zu drängen. Dazu ließ er unter anderem ab 1949 alle Vorwürfe gegen Auerbach von einem Staatsanwalt sammeln. Müller tat sich auch mit der VVN zusammen, die ab Sommer 1950 eine zielgerichtete Kampagne gegen Auerbach führte. Der Landesvorstand schwärzte Auerbach in geheimen Mitteilungen an die Regierung an, indem sie „desperate Zustände“ und „Mißwirtschaft“ in Entschädigungsamt anprangerte. In der VVN-Zeitung Die Tat unterstellte man Auerbach, „Zubringerdienste“ bei der Verschiebung von Wiedergutmachungszahlungen geleistet zu haben.
Im Januar 1951 bezeichnete George N. Shuster, ein Vertreter des American Jewish Committee, Auerbach gegenüber dem bayerischen Landeskommissar als ein „schmerzliches Problem für die jüdischen Organisationen“. Gegenstand des Dissenses waren Auerbachs Vorstellungen einer jüdischen Zukunft in Deutschland, die mit dem Auftrag der Nachfolgeorganisation, restituierte Vermögensanteile in ihrer Gesamtheit für das jüdische Volk als Ganzes und nicht für die deutsch-jüdischen Gemeinden zu wahren, nicht vereinbar waren. Auch den Bemühungen der JCR, jüdisches Kulturgut außer Landes zu bringen, widersprach Auerbach. Bekannt ist Hannah Arendts Kritik an Auerbach.
George N. Shuster gab den eigentlichen Anstoß zur Ermittlungen gegen „Unbekannt“. Auerbach war lange von der amerikanischen Militärbehörde unterstützt worden, doch nachdem die meisten DPs ausgewandert waren, wurde er nicht mehr gebraucht. Im März 1951 wurde er verhaftet. Justizminister Josef Müller und die US-Militärbehörde waren hauptverantwortlich für die Anklagen und den Prozess gegen Auerbach. Müller trat noch während des Prozesses am 26. Mai 1952 als Justizminister zurück.

### Gerichtsprozess
Im April 1952 wurde das Strafverfahren gegen Auerbach eröffnet. Er war angeklagt wegen dreimaliger Amtsunterschlagung, zweimaliger Erpressung, fünfmaliger Untreue, viermaligen Betrugs, zweimaliger wissentlich falscher Versicherungen an Eides statt, einmaligen unbefugten Führens eines akademischen Grades und einmaligen Vergehens gegen das Währungsgesetz. Zentralpunkt der Anklage bildete der Fall „Wildflecken“, in dem er angeblich für 111 zur Auswanderung entschlossene jüdische DPs – die jedoch nicht existierten – 250.000 DM von der Stuttgarter Entschädigungsbehörde zu erhalten versucht hatte.
Der Richter und der Staatsanwalt hatten eine nationalsozialistische Vergangenheit. Der Richter Josef Mulzer war ehemaliger Oberkriegsgerichtsrat und zudem noch früherer Rechtsanwaltskollege von Josef Müller. Ein Beisitzer war ehemaliges Mitglied der SA. Der Staatsanwalt und der psychiatrische Sachverständige waren ehemalige NSDAP-Mitglieder.
Auerbach wurde eine Aussage vor dem Untersuchungsausschuss verwehrt und somit eine Gelegenheit genommen, in der Öffentlichkeit die politischen Hintergründe des Falles darzustellen. Der Hauptbelastungszeuge gegen Auerbach wurde in einem Strafverfahren wegen Meineides angeklagt und später zu einem Jahr Haft verurteilt. Der Anwalt von Auerbach erhielt Schmähbriefe mit Worten wie „du dreckiges, ungeschlachtetes Judenschwein“. Auf eine Beschwerde des Anwalts entgegnete der Richter, dass auch er Briefe mit Beleidigungen bekommen habe. Als der Anwalt auf die KZ-Haft von Auerbach verwies, entgegnete der Richter, dass er selbst auch in sowjetischer Kriegsgefangenschaft gewesen sei. Unmittelbar nach Ende der Nürnberger Prozesse wurde über diesen bedeutenden Nachkriegsprozess in Deutschland unter anderem in der New York Times und Washington Post berichtet.
Der Prozess nahm 62 Verhandlungstage in Anspruch. 130 Zeugen und acht Sachverständige wurden gehört. Die Zeugenaussagen entlasteten Auerbach weitgehend; einige Belastungszeugen widerriefen ihre Aussagen. Dennoch wurde Auerbach unter anderem wegen Erpressungsversuchs, Bestechung (in drei Fällen), Untreue (in vier Fällen), versuchter falscher Versicherung an Eides statt (in zwei Fällen), Amtsunterschlagung und unbefugter Führung eines akademischen Grades schuldig gesprochen und zu einer Gefängnisstrafe von zweieinhalb Jahren und einer Geldstrafe von 2700 DM verurteilt. Auerbach bekannte sich allein zum unrechtmäßigen Führen eines akademischen Grades. Alle anderen Vorwürfe wies er zurück und zeigte Parallelen zur Dreyfus-Affäre auf.

### Tod
In der Nacht nach der Urteilsverkündigung nahm sich Philipp Auerbach mit einer Überdosis Schlaftabletten das Leben. In einem Abschiedsbrief schrieb er: „Ich habe mich niemals persönlich bereichert und kann dieses entehrende Urteil nicht ertragen. Ich habe bis zuletzt gekämpft, es war umsonst.“
Sein Begräbnis löste einen großen öffentlichen Auftritt der jüdischen Bevölkerung Münchens aus. Tausende Teilnehmer defilierten an dem mit der Fahne des Staates Israel bedeckten Sarg. In Reden und auf Transparenten wurde Anklage gegen die Richter sowie gegen den ständigen Gegner, den zurückgetretenen Justizminister Josef Müller („Ochsensepp“), erhoben. Bei Ausschreitungen kam es zum Polizeieinsatz von Schlagstock und Wasserwerfer.
Der eingesetzte Untersuchungsausschuss des Bayerischen Landtags rehabilitierte Auerbach 1954.
Der Fall Philipp Auerbach spiegelt deutlich die antisemitischen Ressentiments der Nachkriegszeit wider. Der Nachkriegsantisemitismus seitens der Massenmedien, Politiker und eines Großteils der Bevölkerung wurde auf Auerbach projiziert. „Jedes vom Juden begangene Delikt war wie eine Rechtfertigung für die Verbrechen der Nazis.“ Gewürdigt wurde Auerbach nur durch die französische Regierung, die ihn mit dem höchsten Orden der Résistance auszeichnete.
Damit gehörte Auerbach mit Curt Epstein (Hessen), Marcel Frenkel (Nordrhein-Westfalen), Alphonse Kahn (Rheinland-Pfalz) und Ludwig Loeffler (Hamburg) zu einer Gruppe von ehemaligen NS-Verfolgten jüdischer Herkunft, die zu Beginn der 1950er Jahre im Kontext einer Neuordnung der Entschädigungspolitik ihr Amt als Landesbeauftragte aufgeben mussten, was die Ausgangslage der Opfer verschlechterte.

## Schriften
- Der Mann, der Elend sah.[24]
- Formen des Widerstandes im 3. Reich. Hochschulschrift, Erlangen 1948. Dissertation an der philosophischen Fakultät v. 22. August 1949. (http://d-nb.info/480193185)